# Apolinic și dionisiac

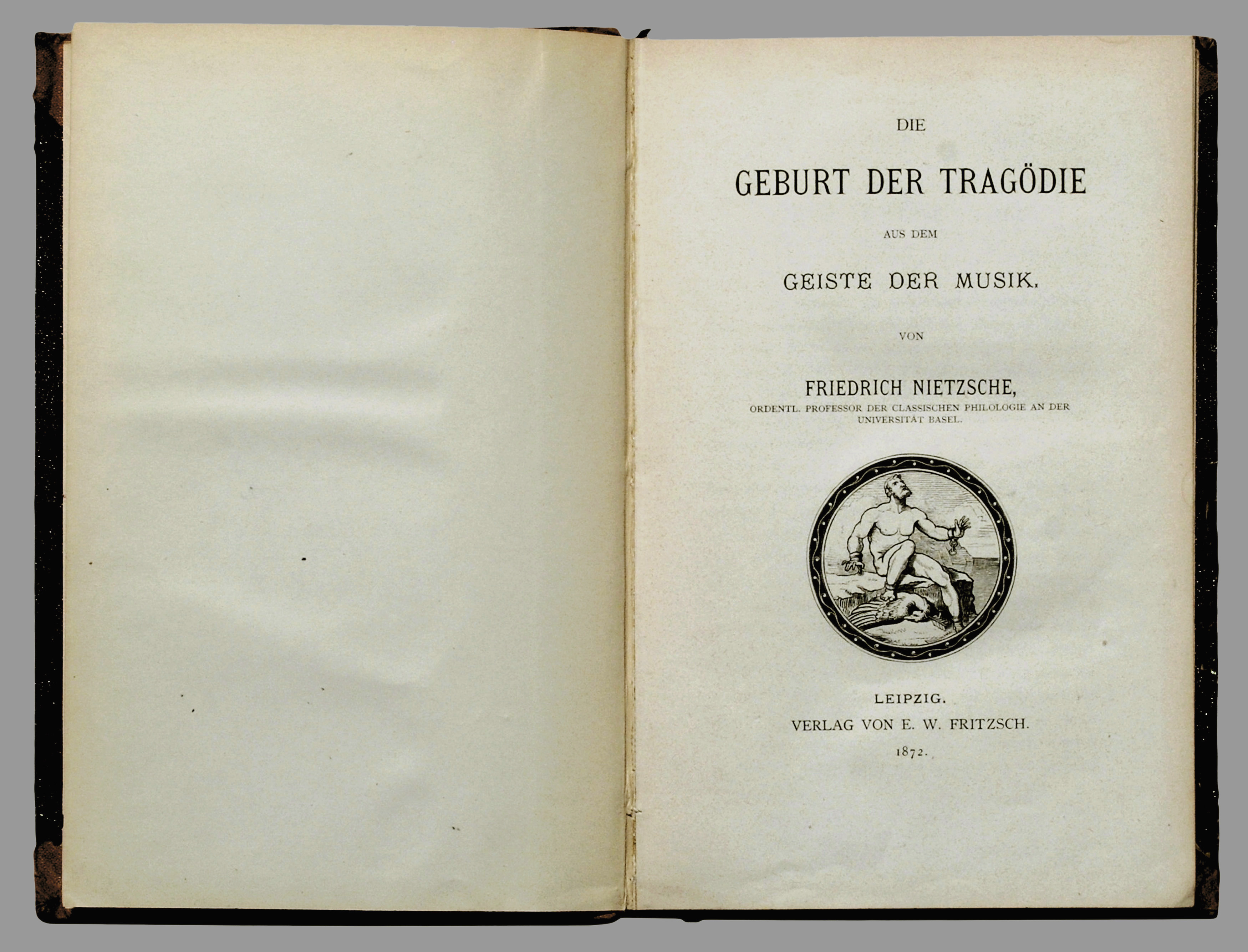
Nașterea tragediei din spiritul muzicii, Leipzig, 1872.

Apolinicul și dionisiacul sunt un binom din scrierile lui Friedrich Nietzsche, care a descris cele două posibile trăsături de caracter în relație cu zeii Apollo și Dionis (Die Geburt der Tragödie aus dem Geiste der Musik, 1872).
Apolinicul are o atitudine meditativ-teoretică, bazată pe ordine, armonie, echilibru, la pol opus dionisiacului, care se bazează pe spargerea tiparelor și pe exces.

## Legături externe
- „apolinic” la DEX online